# HD 240430
HD 240430 (Кронос) — звезда в созвездии Кассиопея, которая находится на расстоянии около 350 световых лет от Солнца. Она гравитационно связана со звездой HD 240429, образуя двойную систему. В составе атмосферы звезды обнаружены химические элементы, которые характерны для каменистых планет. Предполагается, что звезда поглотила одну или несколько из них.

## Характеристики
HD 240430 — звезда главной последовательности, по своим характеристикам очень похожа на Солнце; впервые в астрономической литературе упоминается в каталоге Генри Дрейпера, изданном в начале XX века. Температура поверхности звезды составляет около 5803 кельвинов. Возраст HD 240430 оценивается приблизительно в 4,28 миллиарда лет.
В 2017 году группа астрономов из Принстонского университета опубликовала статью, посвященную результатам исследования HD 240430. В спектре звезды была обнаружена аномалия — он показывал, что в атмосфере HD 240430 присутствует повышенное содержание таких элементов, как алюминий, кремний, железо, хлор, магний и иттрий. Эти вещества обычно входят в состав каменистых планет. Поэтому астрономы предположили, что звезда поглотила одну или несколько из них. По аналогии с мифами Древней Греции, в которых рассказывается о божестве Кроносе, пожирающем своих детей, астрономы предложили дать в его честь неофициальное название звезде. Второй звезде, HD 240429, у которой аномалий в спектре не выявлено, предложено дать наименование Криос, в честь менее известного брата Кроноса. Полный оборот вокруг общего центра масс звёзды совершают приблизительно за 10 тысяч лет.
Общая масса поглощённого звездой HD 240430 вещества оценивается в 15 масс Земли. По мнению исследователей, это не мог быть газовый гигант, потому что тогда бы в её спектре наблюдались более лёгкие элементы. Учёные также допускают, что звездой могло быть поглощено вещество из протопланетного диска, однако настаивают на варианте с каменистой планетой.